# Camp Discovery

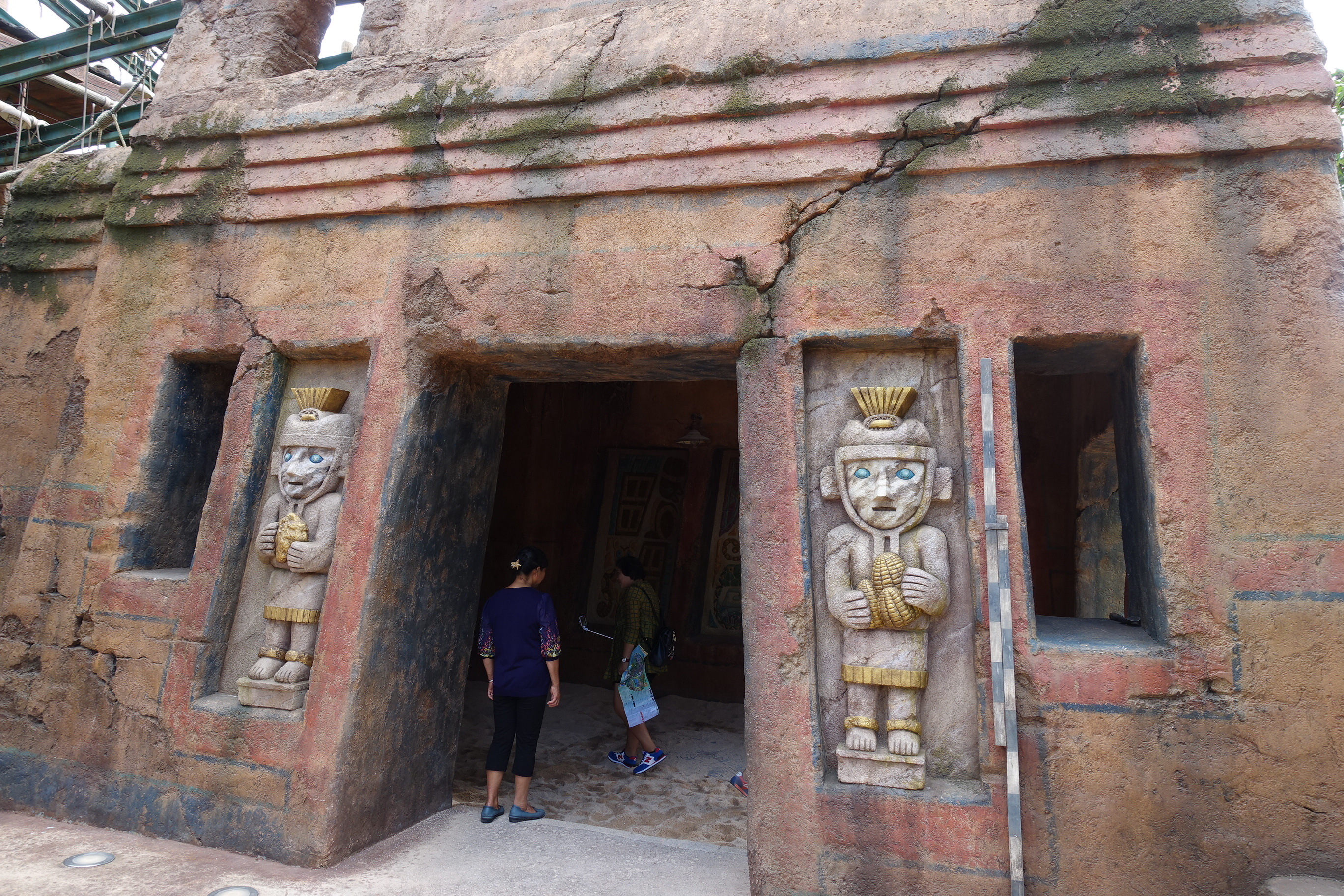
Een ruïne in de Excavation Site

Camp Discovery (Mandarijn: 古迹探索营) is een speelgebied in het Chinese attractiepark Shanghai Disneyland en werd geopend op 16 juni 2016. Het gebied is gethematiseerd naar een expeditie van de League of Adventurers naar de fictieve Arbori-stam op Adventure Isle. Het gebied bevat drie kleinere attracties: Vista Trail (een wandelpad), Excavation Site (een speeltuin) en Challenge Trails (een drieledig klimparcours).

## Beschrijving
Gasten betreden Camp Discovery via een aantal tourniquettes die geplaatst zijn onder een entreebord. Na een pad met enkele bochten en een uitzichtpunt op Roaring Mountain, komen gasten terecht op een kruispunt. Dit kruispunt bevindt zich in het centrum van het expeditiekamp van de fictieve League of Adventurers, die bezig is met een expeditie naar en opgravingen van de fictieve Arbori-stam, het inheemse volk van Adventure Isle. Op dit kruispunt kunnen gasten kiezen om terug richting de uitgang te lopen, of om naar 3 kleinere attracties te gaan: het wandelpad "Vista Trail," de speeltuin "Excavation Camp" of het drieledige klimparcours "Challenge Trails."
Volgens het achtergrondverhaal van Camp Discovery is de League of Adventurers in 1935 naar Adventure Isle gekomen om de Arbori-stam te bestuderen. De Arbori-stam ontving deze groep met open armen, omdat ze net zo nieuwsgierig waren naar de League, als de League naar hen. Daardoor kreeg de League of Adventurers de mogelijkheid om opgravingen te doen en om hun expeditie uit te voeren naar de schoonheden van Adventure Isle en de geschiedenis van de Arbori. De naam van het gebied waarin het expeditiekamp is gesitueerd heet volgens de overlevering "Het Rijk van Q'ai, de Sabeltandkat."

### Attractiebeschrijving
- De Vista Trail is een wandelpad dat is aangelegd doorheen de grottenstelsels in de rotsen en langs de waterpartijen van Adventure Isle. De Vista Trail vormt op die manier de 'begane grond'-equivalent van de Challenge Trails.[2] Tijdens de wandeltocht zijn onder andere "zoemende rotsen" te horen en is een tempel te zien met daarin een goudader.
- De Excavation Site is een speeltuin die is gethematiseerd als een archeologische opgraving naar ruïnes van de Arbori-stam. Er zijn onder andere kruipbuizen, een glijbaan en een zandbak te vinden.[1]
- De Challenge Trails vormen een drietal klimparcoursen en zijn aangelegd doorheen de grotten van Roaring Mountain en langs de waterpartijen van Adventure Isle. Per klimparcours zijn er elk 3 parallel lopende banen aanwezig die verschillen in moeilijkheidsgraad. Elk klimparcours leidt naar een andere schat van Adventure Isle: ofwel de Hidden Falls Chamber, ofwel de Echo Cavern, ofwel The House of the Ancients.[3]